# Namenskette
Namensketten entspringen in ihrer klassischen Form dem arabischen Kulturkreis. Im Grunde erhält jede Person einen Eigennamen (Rufnamen). Um Verwechslungen mit gleichnamigen zu vermeiden, wird ergänzend der (Eigen-)Name des Vaters und der (Eigen-)Name des Großvaters väterlicherseits angefügt. Dadurch wird auch ein patriarchalisches Prinzip manifestiert und in einigen Regionen auch der Urgroßvater noch mit angefügt. Stellenweise wurde auch immer ein Ben („Sohn des…“) eingefügt. Klassisch bis heute im Irak und in Ägypten angewandt, verschwand das System meistens unter dem Einfluss der Kolonial- und Protektoratsherrschaften durch Frankreich und dem Vereinigten Königreich.
Ähnliche Namensketten ergeben sich auch in Indien bei den Anhängern der Sikh. Dort gibt es ausschließlich einen Eigennamen und alle Männer erhalten den Zusatz „Singh“ (Löwe) und alle Frauen den Zusatz „Kaur“ (Königin).

## Trivia
Im deutschen Kulturraum ist der bekannteste Träger einer Namenskette Hadschi Halef Omar Ben Hadschi Abul Abbas Ibn Hadschi Dawuhd al Gossarah aus den Romanen Karl Mays.